# Bundesstraße 172a
Die Bundesstraße 172a ist eine deutsche Bundesstraße im Landkreis Sächsische Schweiz-Osterzgebirge.

## Verlauf
Die Straße entstand im Zuge des Neubaus der A 17 in den Jahren 2002 bis 2004 als vierspuriger Autobahnzubringer für Pirna und misst insgesamt 5,2 km Länge (davon vierspurig 3,6 km). Die B 172a bildet zudem in Verbindung mit der Staatsstraße S 177 über die Elbe einen Teil der Westumfahrung Pirnas. Der Übergang von der B 172a auf die S 177 erfolgt an der Anschlussstelle zur Bundesstraße 172.
Die B 172a wurde im Zuge des vordringlichen Bedarfs im Bundesverkehrswegeplan 2003 errichtet und entlastet die im Elbtal verlaufende B 172. Die Baukosten beliefen sich auf ca. 20,6 Mill. €.

## Kunstbauten
Nahe der Anschlussstelle Pirna wurde im Bereich Dippoldiswalder Straße / Äußere Kohlbergstraße aus Lärmschutzgründen ein 120 m langer Tunnel errichtet.

## Weitere Planungen
Die DEGES baut derzeit ausgehend von der B 172a die Bundesstraße 172n als Südumfahrung von Pirna. Der erste Spatenstich fand am 3. August 2017 statt. Ein erstes Teilstück bis zum Seidewitztal wurde am 15. Dezember 2022 freigegeben. Die gesamte Strecke wird voraussichtlich 2026 fertiggestellt sein.